# Bois-de-Gand
Bois-de-Gand é uma comuna francesa na região administrativa de Borgonha-Franco-Condado, no departamento de Jura. Estende-se por uma área de 3,25 km². Em 2010 a comuna tinha 57 habitantes (densidade: 17,5 hab./km²).